# 瓦吕翁
瓦吕翁（法語：Valhuon，法語發音：[valɥɔ̃]）是法国上法蘭西大區加来海峡省的一个市镇，属于阿拉斯区。

## 地理
瓦吕翁（50°26'3"N, 2°22'37"E）面积9.17 平方千米，位于法国上法蘭西大區加来海峡省，该省份为法国北部沿海省份，西北濒北海，南至索姆省，东临北部省。
与瓦吕翁接壤的市镇（或旧市镇、城区）包括：布尔、布里亚、于克利耶、唐格里、特鲁瓦沃。

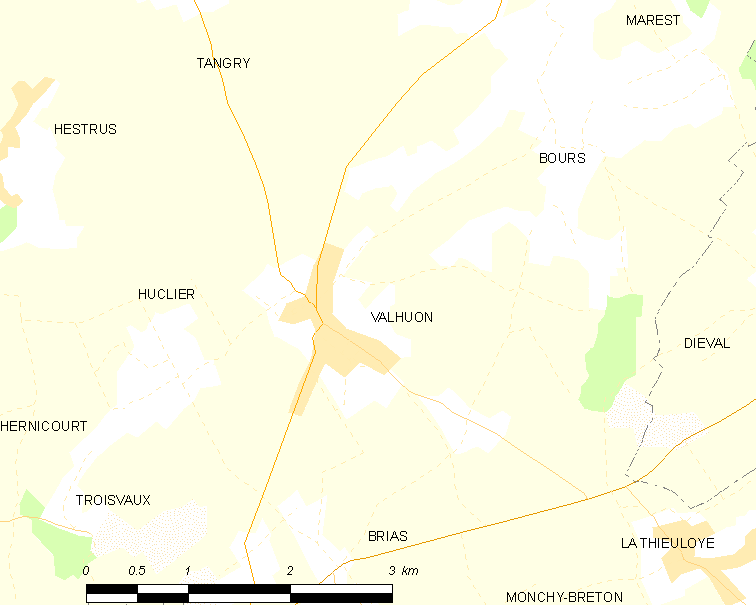
瓦吕翁的OSM定位图

瓦吕翁的时区为UTC+01:00、UTC+02:00（夏令时）。

## 行政
瓦吕翁的邮政编码为62550，INSEE市镇编码为62835。

## 政治
瓦吕翁所属的省级选区为泰努瓦斯河畔圣波勒县。

## 人口

1962-2008年间瓦吕翁人口变化图示

瓦吕翁于2022年1月1日时的人口数量为544人。